# Benny Barth
Benny Barth (* 16. Februar 1929 in Indianapolis; † 27. Januar 2017) war ein US-amerikanischer Jazz-Schlagzeuger.

## Leben und Karriere
Benny Barth besuchte die Shortridge High School seiner Heimatstadt und gehörte schon früh der dortigen Jazzszene der Indiana Avenue an. Nach seiner Graduierung an der Butler University zog er an die Westküste der USA, wo er mit Conte Candoli und Lennie Niehaus arbeitete; außerdem wirkte er als Sessionmusiker an zahlreichen Jazzalben und Filmmusiken mit. Von 1957 bis 1961 war er Mitglied der Formation Mastersounds, in der Buddy Montgomery (Vibraphon), sein Bruder Monk Montgomery (Bass) und Richie Crabtree (Piano) spielten. Später war er für drei Jahre Hausdrummer in San Franciscos Club Hungi I. Bareth wirkte auch an dem Album Drums on Fire mit, das zusammen mit Art Blakey und Chico Hamilton entstand. Neben den Mastersounds war Barth an Aufnahmen von Wes Montgomery (Fingerpickin’, 1958), Joe Venuti, Ben Webster, Jimmy Witherspoon, Pearl Bailey, Joe Williams, George Barnes und Mel Tormé beteiligt. 1976 begleitete er Helen Humes auf ihrem Album Deed I Do. Er wirkte auch an einigen Aufnahmen von Vince Guaraldis Musik für TV-Serie Die Peanuts mit.
Benny Barth war verheiratet.